# Magda Maras
Magda Maras est une ancienne joueuse de volley-ball croate désormais entraîneur,  née le 3 juin 1985 à Rijeka. Elle mesure 1,78 m et jouait au poste de réceptionneuse-attaquante. 

## Clubs
| Club                  | De        | À         |
| --------------------- | --------- | --------- |
| ŽOK Rijeka            | 2001-2002 | 2008-2009 |
| TED Ankara Kolejliler | 2009-2010 | 2009-2010 |
| ŽOK Rijeka            | 2010-2011 | 2010-2011 |
| Nantes Volley         | 2011-2012 | 2011-2012 |
| LP Kangasala          | 2012-2013 | 2012-2013 |
| OK Kostrena           | 2015-2016 | 2016-2017 |

## Palmarès
- Championnat de Croatie
  - Vainqueur : 2007, 2008, 2009,  2011.
- Coupe de Croatie
  - Vainqueur : 2006, 2007, 2008, 2009.
- Coupe de Finlande
  - Vainqueur : 2012.
- Championnat de Finlande
  - Finaliste : 2013.